# 桜香乃
桜　香乃（さくら かの、4月5日 - ）は、沖縄県那覇市首里出身の女性歌手、作詞家、実業家である。　

## 主な作品

### シングルCD
- 1st『翼 ～虹のかなたへ～』（2009年11月25日）
- 2nd『いのち』（2010年7月14日）　-　「2ヵ月連続リリース第1弾」
- 3rd『愛しい人へ』（2010年8月18日）　-　「2ヵ月連続リリース第2弾」